# Wilisowe Skały

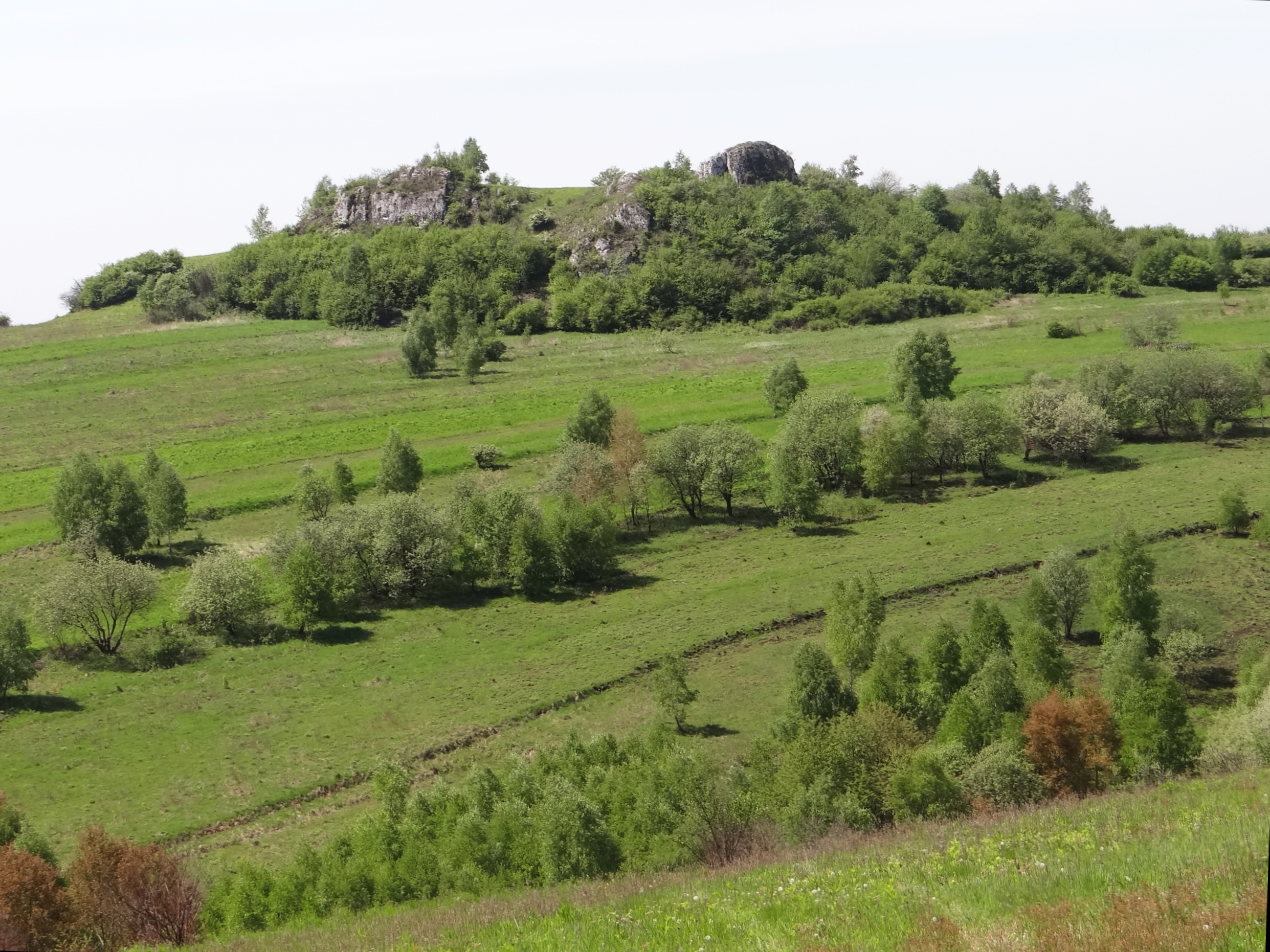
Wilisowe Skały, widok ze wschodniej strony

Wilisowe Skały, Willisowe Skały – grupa ostańców na wierzchowinie Wyżyny Olkuskiej, w miejscowości Racławice w powiecie krakowskim, w gminie Jerzmanowice-Przeginia. Znajdują się na orograficznie prawych zboczach jednej z bocznych odnóg Doliny Szklarki i stanowią kulminację wzniesienia o wysokości 492 m n.p.m.
Wilisowe Skały znajdują się wśród pól uprawnych, z dala od zabudowań. Znajduje się w nich Schron w Willisowych Skałach.
Wilisowe Skały zbudowane są z wapieni. Nie prowadzi obok nich żaden szlak turystyczny, ale są dobrze widoczne z okrężnego czerwonego szlaku wiodącego Doliną Szklarki.

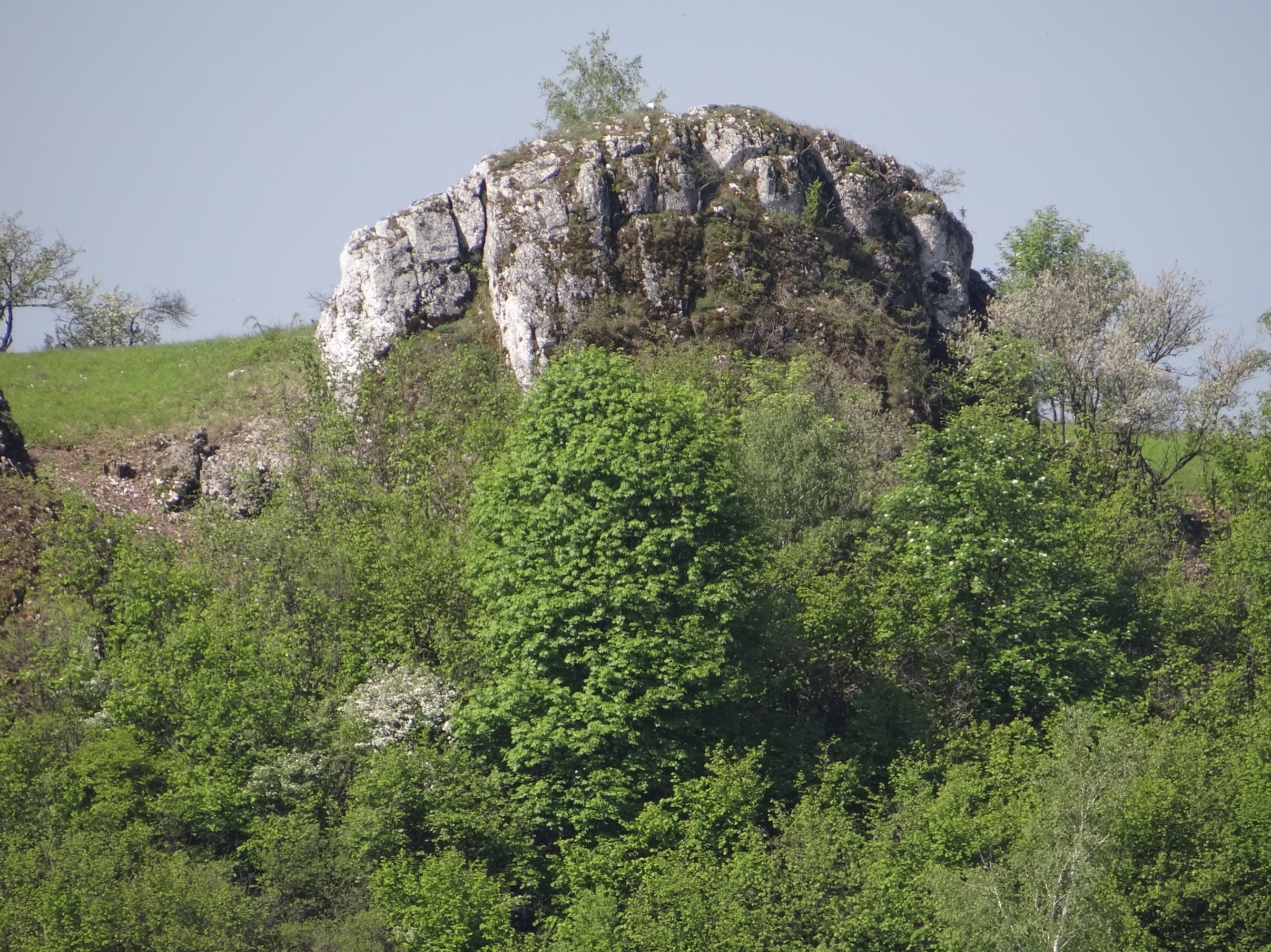